# Pelargoderus celebensis
Pelargoderus celebensis là một loài bọ cánh cứng trong họ Cerambycidae.